# Задовољство
Задовољство је пријатно осећање које варира од осећања благе угодности, преко уживања све до екстазе. По психоанализи, један од најважнијих појмова, који означава субјективно снажан и краткотрајан афект уживања, праћен растерећењем тензије нагона и постизање задовољења. Целокупна психичка активност одређена је принципом задовољства. Током живота, од најранијих периода, мењају се извори и објекти задовољства.
Задовољство је у супротности са болом или патњом, који су облици лошег осећања. Уско је повезано са вредношћу, жељом и деловањем: људи и друге свесне животиње сматрају да је задовољство пријатно, позитивно или достојно тражења. Велики број активности може се доживети као задовољство, као што је јело, секс, слушање музике или играње игрица. Задовољство је део разних других менталних стања као што су екстаза, еуфорија и преплављеност. Срећа и благостање су уско повезани са задовољством, али нису идентични са њим. Не постоји општа сагласност око тога да ли задовољство треба схватити као осећај, квалитет доживљаја, став према искуствима или другачије. Задовољство игра централну улогу у породици филозофских теорија познатих као хедонизам.

## Преглед
„Задовољство“ се односи на искуство које је добро, које укључује уживање у нечему. Термин се првенствено користи у вези са чулним задовољствима попут уживања у храни или сексу. Али у свом најопштијем смислу, укључује све врсте позитивних или пријатних искустава, укључујући уживање у спорту, гледање прелепог заласка сунца или бављење интелектуално задовољавајућом активношћу. Задовољство је у супротности са болом или патњом, који су облици лошег осећања. Задовољство и бол долазе у степенима и сматрају се димензијом која иде од позитивних степени преко неутралне тачке до негативних степени. Ова претпоставка је важна за могућност поређења и агрегирања степена задовољства различитих искустава, на пример, да би се извршио утилитаристички прорачун.
Концепт задовољства је сличан, али није идентичан концептима благостања и среће. Ови термини се користе на начине који се преклапају, али њихова значења имају тенденцију да се раздвоје у техничким контекстима као што су филозофија или психологија. Задовољство се односи на одређену врсту искуства, док се благостање односи на оно што је добро за особу. Многи филозофи се слажу да је задовољство добро за човека и да је стога облик благостања. Али могу постојати и друге ствари поред или уместо задовољства које чине благостање, као што су здравље, врлина, знање или испуњење жеља. По неким концепцијама, срећа се поистовећује са „равнотежом између пријатног и непријатног искуства појединца“. Теорије задовољства животом, с друге стране, сматрају да срећа укључује исправан став према животу у целини. Задовољство може имати улогу у овом ставу, али није идентично срећи.
Задовољство је уско повезано са вредношћу, жељом, мотивацијом и исправним деловањем. Постоји широка сагласност да је задовољство у неком смислу вредно. Аксиолошки хедонисти сматрају да је задовољство једина ствар која има суштинску вредност. Многе жеље се односе на задовољство. Психолошки хедонизам је теза да све наше акције имају за циљ повећање задовољства и избегавање бола. Фројдов принцип задовољства повезује задовољство са мотивацијом и деловањем тако што сматра да постоји снажна психолошка тенденција да се тражи задовољство и избегава бол. Класични утилитаризам повезује задовољство са етиком наводећи да да ли је нека акција исправна зависи од задовољства које производи: требало би да максимизира збир задовољства.

## Извори и врсте задовољства
Многа пријатна искуства су повезана са задовољавањем основних биолошких нагона, као што су јело, вежбање, хигијена, сан и секс. Цењење културних артефаката и активности као што су уметност, музика, плес и књижевност често представља задовољство. Задовољство се понекад дели на основна задовољства која су уско повезана са преживљавањем (храна, секс и друштвена припадност) и задовољства вишег реда (нпр. гледање уметности и алтруизам). Бентам је навео 14 врста задовољства; разум, богатство, вештина, пријатељство, добро име, моћ, побожност, добронамерност, злонамерност, памћење, машта, очекивање, задовољства зависна од удруживања и задовољства олакшања. Неки коментатори виде „сложена задовољства“ укључујући духовитост и изненадну спознају, а неки виде широк спектар пријатних осећања.

## Теорије задовољства
Задовољство долази у различитим облицима, на пример, у уживању у храни, сексу, спорту, гледању прелепог заласка сунца или упуштању у интелектуално задовољавајућу активност. Теорије задовољства покушавају да утврде шта је заједничко свим овим пријатељским искуствима, шта је за њих Традиционално се деле на теорије квалитета и теорије става. Алтернативна терминологија се односи на ове теорије као феноменализам и интенционализам. Теорије квалитета сматрају да је задовољство квалитет самих пријатељских искустава, док теорије става наводе да је задовољство у неком смислу спољашње у односу на искуство, јер зависи од става субјекта. Недавно су предложене диспозиционе теорије које укључују елементе оба традиционалног приступа.

### Теорије квалитета
У свакодневном језику, термин „задовољство“ се првенствено повезује са чулним задовољством попут уживања у храни или сексу. Једна традиционално важна теорија квалитета помно прати ову асоцијацију држаћи да је задовољство сензација. У најједноставнијој верзији теорије сензације, када год доживимо задовољство, присутан је карактеристичан осећај задовољства. Дакле, пријатељско искуство једења чоколаде укључује осећај укуса чоколаде заједно са осећајем задовољства. Очигледан недостатак ове теорије је то што може бити присуство много утицаја у исто време. На пример, може се јавити и свраб док једете чоколаду. Али овај приказ не може да објасни зашто је уживање повезано са укусом чоколадом, а не са сврабом. Други проблем је због чињенице да се сензације обично посматрају локализованo негде у телу. Међутим у контексту задовољства гледања прелепог заласка сунца, чини се да не постоји специфична област у телу у којој доживљавамо ово задовољство.
Ови проблеми се могу избећи теоријама квалитета осећања, које задовољство не виде као осећај већ као аспект који квалификује сензације или друге менталне феномене. Као аспект, задовољство зависи од менталног феномена који се квалификује, не може бити присутно само по себи. Пошто је веза са феноменом уживања већ уграђена у задовољство, она решава проблем са којим се суочавају теорије сензације како би објаснила како ова веза настаје. Такође обухвата интуицију да је задовољство обично задовољство нечега: уживање у испијању милкшејка или игрању шаха, али не само чисто уживање или уживање без предмета. Према овом приступу, пријатна искуства се разликују по садржају (испијање милкшејка, играње шаха), али се слажу у осећањима или хедонистичком тону. Задовољство се може локализовати, али само у мери у којој је локализован утисак који оно квалификује.
Једна замерка теорији сензација и теорији квалитета осећања је да не постоји један квалитет који би делила сва искуства задовољства. Снага овог договора произилази из интуиције да је различитост доживљаја задовољства превише широка да би се истакао један квалитет који деле сва, на пример, квалитет који дели уживање у милкшејку и у уживању игре шаха. Један од начина да теоретичари квалитета одговоре на овај приговор је да укажу да хедонистички тон доживљавања задовољства није регуларан квалитет вишег реда. Као аналогија, живо зелена ствар и живо црвена ствар не деле својство регуларне боје, али деле „живописност“ као својство вишег реда.